# Pogoria
Le Pogoria est un trois-mâts goélette polonais construit en 1980 au chantier naval de Gdansk, sur les plans de  l'architecte naval Zygmunt Choreń.
Il est le symbole de la constitution de la flotte maritime polonaise. Sur ses voiles il porte le symbole de l'Iron Shackle Fraternity (quatre manilles imbriquées en forme de croix), première association polonaise de course à la voile.
Le Pogoria est un trois-mâts métallique à voiles carrées sur la mât de misaine, et porte sur ses mâts d'artimon et grand mât des voiles auriques. Ses formes peu conventionnelles ont servi de modèle à trois autres navires, l’Iskra II, trois-mâts goélette de la Marine polonaise, l’Oceania, voilier de recherche océanographique mis sur cale et appartenant à la ville de Gdynia, et le Kaliakra, trois-mâts goélette noir de la Marine bulgare.

## Histoire
À la requête de l’Académie des sciences polonaise, le Pogoria récupère les membres d’une expédition scientifique installée sur l'île du Roi Georges, au sud des Falkland, dans l’Antarctique durant l'hiver 1980-81.
Il participe à sa première Tall Ships' Races (course des grands voiliers) en 1982.
De 1985 à 1991, il sert de navire-école pour le Canada.
Depuis 1995, le Pogoria participe à toutes les Tall Ships' Races durant l'été.
En hiver, il est basé à Gênes en Italie pour participer aux courses méditerranéennes.
Le 7 juillet 2009, deux des mâts du Pogoria se brisent au niveau de joints soudés, alors qu'il naviguait vers Saint-Pétersbourg, en Russie. Les 37 stagiaires sont hélitreuillés par des unités de la Garde cotiêre finlandaise, les 13 personnes de l'équipage restant à bord. Le navire est remorqué à Hanko car ses moteurs ne fonctionnaient pas au moment de l'incident.

## Manifestations de grands voiliers
Participations à Rouen :
- en 1999 Armada du siècle,
- Armada Rouen 2003,
- Armada 2008,
- Armada 2013.

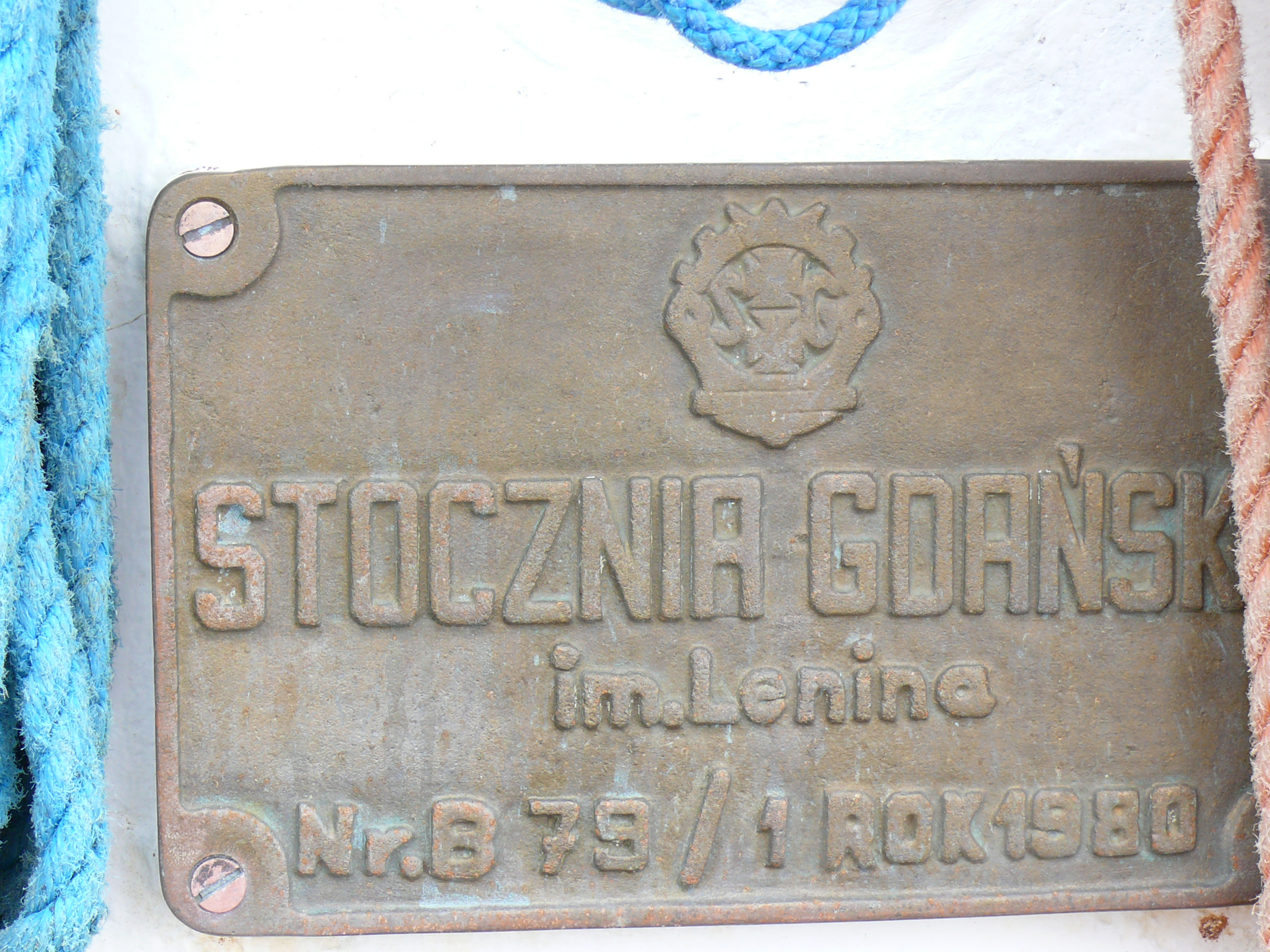
plaque constructeur

Le Pogoria sera présent à la Mediterranean Tall Ships Regatta 2013 et fera escale à la Toulon Voiles de Légende du 27 au 30 septembre 2013.